# Cimetière israélite de Kozma utca
Le cimetière israélite de Kozma utca (en hongrois : Kozma utcai izraelita temető) est un cimetière de Budapest situé dans le 10e arrondissement.

## Personnalités
- Paul Erdős (1913-1996) à Varsovie, mathématicien hongrois
- Richard Geiger (1870-1945), artiste autrichien
- Gyula Gózon (1885-1972), acteur hongrois
- Anna Hajnal (1907-1977), poétesse hongroise, épouse d’Imre Keszi, sœur du poète Gábor Hajnal et tante de Zsuzsa Kartal
- Imre Keszi (1910-1974), écrivain, traducteur et critique littéraire et musical hongrois, époux d'Anna Hajnal
- György Nemes (1905-1938), graphiste et illustrateur
- Klára Langer (1912-1973), photographe hongroise.
- Ernő Osvát (1877-1929), écrivain et journaliste hongrois, un des fondateurs de la revue littéraire Nyugat
- Sarolta Steinberger (1875-1965), première femme diplômée en médecine en Autriche-Hongrie